# Acuario de Quebec
El Acuario de Quebec (en francés: Aquarium du Québec) es un acuario público ubicado en Sainte-Foy, en la provincia de Quebec, al este de Canadá. El espacio ocupa 16 hectáreas (40 acres) y es el hogar de más de 10.000 animales que representan más de 300 especies. Es operado por la Société des établissements de plein air du Québec (Sépaq), y es miembro de la Asociación Canadiense de Parques Zoológicos y Acuarios (CAZA).
El origen del Aquarium du Québec se remonta a 1953, cuando el Dr. D. Vadim Vladykov convenció al Dr. Arthur Labrie, Viceministro del Ministerio de Pesca, para obtener un sitio cerca del puente de Quebec que pertenecía al Ferrocarril Nacional Canadiense. El gobierno provincial adquirió el terreno en 1954, y el trabajo para la construcción de los edificios comenzó en 1955.
En 1959, después de la finalización de las zonas de recepción y un restaurante, el acuario abrió sus puertas al público en el Centro Orgánico. 